# Happiness Begins Tour
Happiness Begins Tour es la novena gira musical del grupo estadounidense Jonas Brothers. La gira comenzó el 1 de junio de 2019 en Carson y finalizó el 22 de febrero de 2020 en París.

## Antecedentes
La gira tuvo lugar dos meses después del lanzamiento de Happiness Begins, el quinto álbum de la banda que fue publicado el 7 de junio de 2019, el cual fue anunciado después del regreso de la banda al haberse separado de manera sorpresiva en 2013.
"Estamos muy emocionados por anunciar este tour y estar frente a nuestros fans nuevamente... no podemos esperar para mostrarle a todos lo que hemos planeado" dijeron los hermanos en un comunicado.

## Recepción
La gira fue considerada como uno de los mejores shows de 2019 por la revista Billboard:
"Hay muchos buenos momentos, como el misterioso fan request cada noche o el medley dedicado a sus fans de vieja data, pero todo empieza con el más increíble inicio... y los Jonas Brothers descendiendo de una plataforma cantando Rollercoaster"

## Desarrollo
El tour fue anunciado a través de las redes sociales de la banda el 1 de mayo de 2019, contará con 75 fechas alrededor de Estados Unidos y Canadá. Empezará en agosto 7 de 2019 y culminará en Los Ángeles el 20 de octubre de 2019. Los hermanos tocarán en las más importantes arenas alrededor de Norteamérica contando con un show en el legendario Madison Square Garden.
Bebe Rexha y el naciente artista Jordan McGraw fueron los actos de apertura durante la gira. Junto con las fechas del tour, la banda hizo el lanzamiento de su mercancía oficial.

## Grabaciones en vivo
Durante los shows, los asistentes pudieron participar en clips que componen el documental de la gira llamado temporalmente "Jonas Brothers: Live in Concert Film" Se registraron momentos importantes de la gira, el show, escenas tras bambalinas y la interacción de los fanáticos con la banda, el cuál fue lanzado el 24 de abril de 2020 a través de Amazon Prime Video.
El 23 de abril de 2020 a través de redes sociales y en compensación a la residencia en Las Vegas cancelada por la pandemia COVID-19 anunciaron Happiness Continues: A Jonas Brothers Concert Film, documental grabado en vivo durante la gira y que fue lanzado el día 24 de abril de 2020 a través de Amazon Prime Video. El documental contiene imágenes grabadas durante el tour en diferentes ciudades, además de escenas inéditas tras bambalinas y de la producción del tour. El documental tiene una canción sorpresa denominada "X" en colaboración con Karol G, que se puede escuchar durante los créditos.

## Lista de Canciones
Este repertorio es característico de la noche inaugural de la gira en Miami el 7 de agosto de 2019:
1. Rollercoaster
2. S.O.S.
3. Cool
4. Only Human
5. Strangers
6. That's Just the Way We Roll
7. Fly with Me
8. Used to Be
9. Hesitate
10. Can't Have You - Fan Request
11. Gotta Find You
12. Jealous
13. Cake by the Ocean
14. Comeback
15. When You Look Me in the Eyes
16. I Believe
17. Medley: (Mandy, Paranoid, Got Me Going Crazy, Play My Music)
18. Runaway con Sebastián Yatra, Natti Natasha y Daddy Yankee
19. Medley: (World War III, Tonight, Hold On)
20. Lovebug
21. Year 3000

Encore
1. Burnin' Up
2. Sucker

### Fan Requests
Las siguientes son las canciones solicitadas por los fanáticos:
| Fan Requests |
| --- |
| - Durante el show en Miami el 7 de agosto de 2019, "Can't Have You" de A little bit longer. - Durante el show en Orlando el 9 de agosto de 2019, "Jersey" de Music from Chasing Happiness. - Durante el show en Tampa el 10 de agosto de 2019, "Take a Breath" de Jonas Brothers. - Durante el show en Atlanta el 12 de agosto de 2019, "Please Be Mine" de It's About Time. - Durante el show en Raleigh el 14 de agosto de 2019, "Shelf" de A little bit longer. - Durante el show en Washington D. C. el 15 de agosto de 2019, "Hello Beautiful" de Jonas Brothers. - Durante el show en Boston el 17 de agosto de 2019, "Inseperable" de Jonas Brothers. - Durante el show en Filadelfia el 18 de agosto de 2019, "Pushin' me Away" de A little bit longer . - Durante el show en Albany el 19 de agosto de 2019, "Turn Right" de Lines, Vines and Trying Times y "Just Friends" de Jonas Brothers. - Durante el show en Uncasville el 21 de agosto de 2019, "Still in Love With You" de Jonas Brothers - Durante el show en Toronto el 23 de agosto de 2019, "Sorry" de A little bit longer. - Durante el show en Toronto el 24 de agosto de 2019, "Goodnight and Goodbye" de Jonas Brothers. - Durante el show en Buffalo el 27 de agosto de 2019, "A Little Bit Longer" de A little bit longer, "Black Keys" de Lines, Vines and Trying Times. - Durante el show en Nueva York el 29 de agosto de 2019, "Please Be Mine" de It's About Time. - Durante el show en Nueva York el 30 de agosto de 2019, "Goodnight and Goodbye" de Jonas Brothers. - Durante el show en Hershey el 31 de agosto de 2019, "Can't Have You" de A little bit longer. - Durante el show en Pittsburgh el 3 de septiembre de 2019, "Hello Beautiful" de Jonas Brothers. - Durante el show en State College el 4 de septiembre de 2019, "7:05" y "Underdog" de It's About Time. - Durante el show en Columbus el 5 de septiembre de 2019, "Turn Right" de Lines, Vines and Trying Times. - Durante el show en Detroit el 7 de septiembre de 2019, "Hello Beautiful" y "Just Friends" de Jonas Brothers. - Durante el show en Grand Rapids el 8 de septiembre de 2019, "BB Good" de A little bit longer. - Durante el show en Nashville el 10 de septiembre de 2019, "Jersey" de Music from Chasing Happiness. - Durante el show en Cincinnati el 11 de septiembre de 2019, "Time for me to Fly" de It's About Time. - Durante el show en Indianápolis el 13 de septiembre de 2019, "Please Be Mine" de It's About Time. - Durante el show en Saint Louis el 14 de septiembre de 2019, "Hollywood" de Jonas Brothers. - Durante el show en Saint Paul el 16 de septiembre de 2019, "Sorry" de A little bit longer. - Durante el show en Milwaukee el 17 de septiembre de 2019, "Take a Breath" de Jonas Brothers. - Durante el show en Chicago el 19 de septiembre de 2019, "Just Friends" de Jonas Brothers. - Durante el show en Chicago el 20 de septiembre de 2019, "Hello Beautiful" de Jonas Brothers. - Durante el show en Kansas el 22 de septiembre de 2019, "Games" de Jonas Brothers. - Durante el show en Dallas el 25 de septiembre de 2019, "Just Friends" de Jonas Brothers. - Durante el show en Houston el 26 de septiembre de 2019, "Who I Am" de Who I Am. - Durante el show en San Antonio el 27 de septiembre de 2019, "Shelf" de A little bit longer. - Durante el show en Tulsa el 29 de septiembre de 2019, "Just Friends" de Jonas Brothers y "Feelin Alive" de Jonas L.A.. - Durante el show en Denver el 1 de octubre de 2019, "Can't Have You" de A little bit longer. - Durante el show en Salt Lake City el 3 de octubre de 2019, "Turn Right" de Lines, Vines and Trying Times e "Introducing Me" de Camp Rock 2: The Final Jam. - Durante el show en Phoenix el 5 de octubre de 2019, "Still in Love With You" de Jonas Brothers. - Durante el show en Anaheim el 6 de octubre de 2019, "Inseperable" de Jonas Brothers. - Durante el show en San Francisco el 8 de octubre de 2019, "Can't Have You" de A little bit longer. - Durante el show en Vancouver el 11 de octubre de 2019, "Hello Beautiful" de Jonas Brothers. - Durante el show en Tacoma el 12 de octubre de 2019, "Shelf" de A little bit longer. - Durante el show en Portland el 13 de octubre de 2019, "Please Be Mine" de It's About Time. - Durante el show en Sacramento el 15 de octubre de 2019, "Take a Breath" de Jonas Brothers. - Durante el show en San Diego el 17 de octubre de 2019, "Goodnight and Goodbye" de Jonas Brothers. - Durante el show en Las Vegas el 19 de octubre de 2019, "Still in Love With You" de Jonas Brothers. - Durante el show en Los Ángeles el 20 de octubre de 2019, "Hello Beautiful" de Jonas Brothers. - Durante el show en Los Ángeles el 21 de octubre de 2019, "Jersey" de Music from Chasing Happiness. - Durante el show en Monterrey el 27 de octubre de 2019, "Still in Love With You" de Jonas Brothers y "Runaway". - Durante el show en Monterrey el 28 de octubre de 2019, "Introducing Me" de Camp Rock 2: The Final Jam. (elegida por la banda) - Durante el show en Ciudad de México el 30 de octubre de 2019, "Hello Beautiful" de Jonas Brothers y "Runaway". - Durante el show en Ciudad de México el 31 de octubre de 2019, "Don't Speak" de Lines, Vines and Trying Times y "Runaway". - Durante el show en Guadalajara el 2 de noviembre de 2019, "Just Friends" de Jonas Brothers. - Durante el show en Birmingham el 13 de noviembre de 2019, "Take a Breath" de Jonas Brothers. - Durante el show en Orlando el 16 de noviembre de 2019, "Please Be Mine" de It's About Time. - Durante el show en Jacksonville el 17 de noviembre de 2019, "Lonely". (elegida por la banda) - Durante el show en Duluth el 19 de noviembre de 2019, "Like It's Christmas" (debut) y "Just Friends" de Jonas Brothers. - Durante el show en Charlotte el 20 de noviembre de 2019, "Don't Speak" de Lines, Vines and Trying Times. - Durante el show en Newark el 22 de noviembre de 2019, "Underdog" de It's About Time. - Durante el show en Brooklyn el 23 de noviembre de 2019, "Jersey" de Music from Chasing Happiness. - Durante el show en Toronto el 26 de noviembre de 2019, "Introducing Me" de Camp Rock 2: The Final Jam. - Durante el show en Montreal el 27 de noviembre de 2019, "Shelf" de A little bit longer. - Durante el show en Atlantic City el 29 de noviembre de 2019, "Like It's Christmas". |

### Invitados Especiales
Los siguientes son los invitados especiales de la gira:
- Durante el show en Miami el 7 de agosto de 2019, Sebastián Yatra, Natti Natasha y Daddy Yankee, "Runaway"
- Durante el show en Hershey el 31 de agosto de 2019, Big Rob, "Burnin' Up".
- Durante el show en Los Ángeles el 20 de octubre de 2019, Big Rob, "Burnin' Up".

## Fechas
| Fecha                    | Ciudad           | País           | Recinto                                 | Acto de Apertura           |
| ------------------------ | ---------------- | -------------- | --------------------------------------- | -------------------------- |
| Primer Manga             |                  |                |                                         |                            |
| Norteamérica             |                  |                |                                         |                            |
| 1 de junio de 2019       | Carson           | Estados Unidos | Dignity Health Sports Park              | Festival                   |
| Europa                   |                  |                |                                         |                            |
| 8 de junio de 2019       | Londres          | Reino Unido    | Estadio de Wembley                      | Festival                   |
| Norteamérica             |                  |                |                                         |                            |
| 14 de junio de 2019      | Wantagh          | Estados Unidos | Northwell Health at Jones Beach Theater | Festival [ 8 ]             |
| 16 de junio de 2019      | Mansfield        | Estados Unidos | Xfinity Center                          | Festival                   |
| 7 de agosto de 2019      | Miami            | Estados Unidos | AmericanAirlines Arena                  | Bebe Rexha Jordan McGraw   |
| 9 de agosto de 2019      | Orlando          | Estados Unidos | Amway Center                            | Bebe Rexha Jordan McGraw   |
| 10 de agosto de 2019     | Tampa            | Estados Unidos | Amalie Arena                            | Bebe Rexha Jordan McGraw   |
| 12 de agosto de 2019     | Atlanta          | Estados Unidos | State Farm Arena                        | Jordan McGraw              |
| 14 de agosto de 2019     | Raleigh          | Estados Unidos | PNC Arena                               | Bebe Rexha Jordan McGraw   |
| 15 de agosto de 2019     | Washington D. C. | Estados Unidos | Capital One Arena                       | Bebe Rexha Jordan McGraw   |
| 17 de agosto de 2019     | Boston           | Estados Unidos | TD Garden                               | Bebe Rexha Jordan McGraw   |
| 18 de agosto de 2019     | Filadelfia       | Estados Unidos | Wells Fargo Center                      | Bebe Rexha Jordan McGraw   |
| 19 de agosto de 2019     | Albany           | Estados Unidos | Times Union Center                      | Bebe Rexha Jordan McGraw   |
| 21 de agosto de 2019     | Uncasville       | Estados Unidos | Mohegan Sun Arena                       | Bebe Rexha Jordan McGraw   |
| 23 de agosto de 2019     | Toronto          | Canadá         | Scotiabank Arena                        | Bebe Rexha Jordan McGraw   |
| 24 de agosto de 2019     | Toronto          | Canadá         | Scotiabank Arena                        | Bebe Rexha Jordan McGraw   |
| 27 de agosto de 2019     | Búfalo           | Estados Unidos | KeyBank Center                          | Bebe Rexha Jordan McGraw   |
| 29 de agosto de 2019     | Nueva York       | Estados Unidos | Madison Square Garden                   | Bebe Rexha Jordan McGraw   |
| 30 de agosto de 2019     | Nueva York       | Estados Unidos | Madison Square Garden                   | Bebe Rexha Jordan McGraw   |
| 31 de agosto de 2019     | Hershey          | Estados Unidos | Hersheypark Stadium                     | Bebe Rexha Jordan McGraw   |
| 3 de septiembre de 2019  | Pittsburgh       | Estados Unidos | PPG Paints Arena                        | Bebe Rexha Jordan McGraw   |
| 4 de septiembre de 2019  | State College    | Estados Unidos | Bryce Jordan Center                     | Bebe Rexha Jordan McGraw   |
| 5 de septiembre de 2019  | Columbus         | Estados Unidos | Schottenstein Center                    | Bebe Rexha Jordan McGraw   |
| 7 de septiembre de 2019  | Detroit          | Estados Unidos | Little Caesars Arena                    | Bebe Rexha Jordan McGraw   |
| 8 de septiembre de 2019  | Grand Rapids     | Estados Unidos | Van Andel Arena                         | Bebe Rexha Jordan McGraw   |
| 10 de septiembre de 2019 | Nashville        | Estados Unidos | Bridgestone Arena                       | Bebe Rexha Jordan McGraw   |
| 11 de septiembre de 2019 | Cincinnati       | Estados Unidos | U.S. Bank Arena                         | Bebe Rexha Jordan McGraw   |
| 13 de septiembre de 2019 | Indianápolis     | Estados Unidos | Bankers Life Fieldhouse                 | Bebe Rexha Jordan McGraw   |
| 14 de septiembre de 2019 | Saint Louis      | Estados Unidos | Enterprise Center                       | Bebe Rexha Jordan McGraw   |
| 16 de septiembre de 2019 | Saint Paul       | Estados Unidos | Xcel Energy Center                      | Bebe Rexha Jordan McGraw   |
| 17 de septiembre de 2019 | Milwaukee        | Estados Unidos | Fiserv Forum                            | Bebe Rexha Jordan McGraw   |
| 19 de septiembre de 2019 | Chicago          | Estados Unidos | United Center                           | Bebe Rexha Jordan McGraw   |
| 20 de septiembre de 2019 | Chicago          | Estados Unidos | United Center                           | Bebe Rexha Jordan McGraw   |
| 22 de septiembre de 2019 | Kansas City      | Estados Unidos | Sprint Center                           | Bebe Rexha Jordan McGraw   |
| 25 de septiembre de 2019 | Dallas           | Estados Unidos | American Airlines Center                | Bebe Rexha Jordan McGraw   |
| 26 de septiembre de 2019 | Houston          | Estados Unidos | Toyota Center                           | Jordan McGraw              |
| 27 de septiembre de 2019 | San Antonio      | Estados Unidos | AT&T Center                             | Jordan McGraw              |
| 29 de septiembre de 2019 | Tulsa            | Estados Unidos | BOK Center                              | Bebe Rexha Jordan McGraw   |
| 1 de octubre de 2019     | Denver           | Estados Unidos | Pepsi Center                            | Bebe Rexha Jordan McGraw   |
| 3 de octubre de 2019     | Salt Lake City   | Estados Unidos | Vivint Smart Home Arena                 | Bebe Rexha Jordan McGraw   |
| 5 de octubre de 2019     | Phoenix          | Estados Unidos | Talking Stick Resort Arena              | Bebe Rexha Jordan McGraw   |
| 6 de octubre de 2019     | Anaheim          | Estados Unidos | Honda Center                            | Bebe Rexha Jordan McGraw   |
| 8 de octubre de 2019     | San Francisco    | Estados Unidos | Chase Center                            | Bebe Rexha Jordan McGraw   |
| 11 de octubre de 2019    | Vancouver        | Canadá         | Rogers Arena                            | Bebe Rexha Jordan McGraw   |
| 12 de octubre de 2019    | Tacoma           | Estados Unidos | Tacoma Dome                             | Bebe Rexha Jordan McGraw   |
| 13 de octubre de 2019    | Portland         | Estados Unidos | Moda Center                             | Bebe Rexha Jordan McGraw   |
| 15 de octubre de 2019    | Sacramento       | Estados Unidos | Golden 1 Center                         | Bebe Rexha Jordan McGraw   |
| 17 de octubre de 2019    | San Diego        | Estados Unidos | Pechanga Arena                          | Bebe Rexha Jordan McGraw   |
| 18 de octubre de 2019    | Las Vegas        | Estados Unidos | MGM Grand Garden Arena                  | Bebe Rexha Jordan McGraw   |
| 19 de octubre de 2019    | Los Ángeles      | Estados Unidos | Hollywood Bowl                          | Festival                   |
| 20 de octubre de 2019    | Los Ángeles      | Estados Unidos | Hollywood Bowl                          | Bebe Rexha Jordan McGraw   |
| 21 de octubre de 2019    | Los Ángeles      | Estados Unidos | Hollywood Bowl                          | Bebe Rexha Jordan McGraw   |
| Etapa Mexicana           |                  |                |                                         |                            |
| México                   |                  |                |                                         |                            |
| 27 de octubre de 2019    | Monterrey        | México         | Auditorio Citibanamex                   | Jordan McGraw              |
| 28 de octubre de 2019    | Monterrey        | México         | Auditorio Citibanamex                   | Jordan McGraw              |
| 30 de octubre de 2019    | Ciudad de México | México         | Palacio de los Deportes                 | Jordan McGraw              |
| 31 de octubre de 2019    | Ciudad de México | México         | Palacio de los Deportes                 | Jordan McGraw              |
| 2 de noviembre de 2019   | Guadalajara      | México         | Arena VFG                               | Jordan McGraw              |
| Segunda Etapa            |                  |                |                                         |                            |
| Norteamérica             |                  |                |                                         |                            |
| 12 de noviembre de 2019  | Nueva Orleans    | Estados Unidos | Smoothie King Center                    | Bebe Rexha Jordan McGraw   |
| 13 de noviembre de 2019  | Birmingham       | Estados Unidos | Legacy Arena                            | Bebe Rexha Jordan McGraw   |
| 15 de noviembre de 2019  | Sunrise          | Estados Unidos | BB&T Center                             | Bebe Rexha Jordan McGraw   |
| 16 de noviembre de 2019  | Orlando          | Estados Unidos | Amway Center                            | Bebe Rexha Jordan McGraw   |
| 17 de noviembre de 2019  | Jacksonville     | Estados Unidos | VyStar Veterans Memorial Arena          | Bebe Rexha Jordan McGraw   |
| 19 de noviembre de 2019  | Duluth           | Estados Unidos | Infinite Energy Arena                   | Bebe Rexha Jordan McGraw   |
| 20 de noviembre de 2019  | Charlotte        | Estados Unidos | Spectrum Center                         | Bebe Rexha Jordan McGraw   |
| 22 de noviembre de 2019  | Newark           | Estados Unidos | Prudential Center                       | Bebe Rexha Jordan McGraw   |
| 23 de noviembre de 2019  | Brooklyn         | Estados Unidos | Barclays Center                         | Bebe Rexha Jordan McGraw   |
| 24 de noviembre de 2019  | Boston           | Estados Unidos | TD Garden                               | Bebe Rexha Jordan McGraw   |
| 26 de noviembre de 2019  | Toronto          | Canadá         | Scotiabank Arena                        | Bebe Rexha Jordan McGraw   |
| 27 de noviembre de 2019  | Montreal         | Canadá         | Centre Bell                             | Bebe Rexha Jordan McGraw   |
| 29 de noviembre de 2019  | Atlantic City    | Estados Unidos | Boardwalk Hall                          | Bebe Rexha Jordan McGraw   |
| 30 de noviembre de 2019  | Baltimore        | Estados Unidos | Royal Farms Arena                       | Bebe Rexha Jordan McGraw   |
| 3 de diciembre de 2019   | Rosemont         | Estados Unidos | Allstate Arena                          | Bebe Rexha Jordan McGraw   |
| 4 de diciembre de 2019   | Omaha            | Estados Unidos | CHI Health Center Omaha                 | Bebe Rexha Jordan McGraw   |
| 6 de diciembre de 2019   | Dallas           | Estados Unidos | American Airlines Center                | Bebe Rexha Jordan McGraw   |
| 7 de diciembre de 2019   | Austin           | Estados Unidos | Frank Erwin Center                      | Bebe Rexha Jordan McGraw   |
| 10 de diciembre de 2019  | Phoenix          | Estados Unidos | Talking Stick Resort Arena              | Bebe Rexha Jordan McGraw   |
| 12 de diciembre de 2019  | Oakland          | Estados Unidos | Oracle Arena                            | Bebe Rexha Jordan McGraw   |
| 13 de diciembre de 2019  | Nueva York       | Estados Unidos | Madison Square Garden                   | Festival                   |
| 14 de diciembre de 2019  | Los Ángeles      | Estados Unidos | The Forum                               | Bebe Rexha Jordan McGraw   |
| 15 de diciembre de 2019  | Los Ángeles      | Estados Unidos | The Forum                               | Bebe Rexha Jordan McGraw   |
| 18 de diciembre de 2019  | Rosemont         | Estados Unidos | Allstate Arena                          | Festival                   |
| 20 de diciembre de 2019  | Atlanta          | Estados Unidos | State Farm Arena                        | Festival                   |
| 22 de diciembre de 2019  | Sunrise          | Estados Unidos | BB&T Center                             | Festival                   |
| Caribe                   |                  |                |                                         |                            |
| 30 de diciembre de 2019  | Nasáu            | Bahamas        | The Cove Atlantis                       | N/A                        |
| Norteamérica             |                  |                |                                         |                            |
| 31 de diciembre de 2019  | Miami Beach      | Estados Unidos | Fontainebleau                           | Festival                   |
| 25 de enero de 2020      | Hollywood        | Estados Unidos | Hollywood Palladium                     | Festival                   |
| Tercera Etapa            |                  |                |                                         |                            |
| Europa                   |                  |                |                                         |                            |
| 29 de enero de 2020      | Birmingham       | Reino Unido    | Arena Birmingham                        | Jordan McGraw Picture This |
| 31 de enero de 2020      | Dublín           | Irlanda        | 3Arena                                  | Jordan McGraw Picture This |
| 2 de febrero de 2020     | Londres          | Reino Unido    | The O2 Arena                            | Jordan McGraw Picture This |
| 3 de febrero de 2020     | Londres          | Reino Unido    | SSE Arena, Wembley                      | Jordan McGraw Picture This |
| 5 de febrero de 2020     | Glasgow          | Reino Unido    | SSE Hydro                               | Jordan McGraw Picture This |
| 6 de febrero de 2020     | Mánchester       | Reino Unido    | Manchester Arena                        | Jordan McGraw Picture This |
| 8 de febrero de 2020     | Antwerp          | Bélgica        | Lotto Arena                             | Jordan McGraw Picture This |
| 10 de febrero de 2020    | Berlín           | Alemania       | Mercedes-Benz Arena                     | Jordan McGraw Picture This |
| 11 de febrero de 2020    | Colonia          | Alemania       | Lanxess Arena                           | Jordan McGraw Picture This |
| 13 de febrero de 2020    | Zúrich           | Suiza          | Hallenstadion                           | Jordan McGraw Picture This |
| 14 de febrero de 2020    | Assago           | Italia         | Mediolanum Forum                        | Jordan McGraw Picture This |
| 16 de febrero de 2020    | Madrid           | España         | WiZink Center                           | Jordan McGraw Picture This |
| 17 de febrero de 2020    | Barcelona        | España         | Palau Sant Jordi                        | Jordan McGraw Picture This |
| 18 de febrero de 2020    | Pérols           | Francia        | Sud de France Arena                     | Jordan McGraw Picture This |
| 20 de febrero de 2020    | Ámsterdam        | Países Bajos   | Ziggo Dome                              | Jordan McGraw Picture This |
| 22 de febrero de 2020    | París            | Francia        | AccorHotels Arena                       | Jordan McGraw Picture This |